# シールド・デッキ
シールド・デッキ (Sealed deck) は、トレーディングカードゲームのプレイルールの1つ。未開封のパックを試合の場で開封し、その場でデッキを構築して対戦するルール。

## 概要
Sealed（封のされた）deck（デッキ）なので、未開封のトーナメント・パック又はブースター・パックを使って行う形式が原点である。未開封のパックがあればすぐに遊べるため、コアなプレイヤーの間ではマジック:ザ・ギャザリングに限らず他のTCGでも行われている。
マジック:ザ・ギャザリングにおいては、カード15枚が入っているブースター・パックを6個使い、デッキを作りその場で対戦する。以前はカードの枚数が多く入ったトーナメントパック+ブースター2個というパターンが多かったが、トーナメントパックが廃止されたため、その分をブースター4個で代用し、土地は別途支給という形になった。ブースター・ドラフトと同様に、その場で開けたパックに使用カードが限定されるため、これらを「リミテッド（限定）戦」と総称することがある。限定戦においては、デッキの総枚数が40枚以上であればよい（スタンダードなどの構築戦では60枚以上）。
新製品発表を兼ねた、プレリリース・トーナメントなどでこの方法がよく採られている。性質上、パックの内容にデッキの良し悪しが左右されやすいが、一方でカード資産によってデッキの良し悪しが左右されることはない。
なお正式な大会の場合、プレイヤーが持ち込んだ強力カードとすりかえる事を防ぐため、一度開封してカードリストを作った後にプレイヤーに配る事にしている。実際は運営者の手間を省くため、一度プレイヤーに配ってカードリストを作らせた後に回収、別のプレイヤーに再配布をする事となる。

## その他のルール
ブースター以外でもプレーは可能。
- スターターパックを複数使用する（英語版ポケモンカードゲームのように、パックの内容が固定の場合には行えない）。
- ブースター6個でなく、4個や1個で行う。